# Braun Leopold
Braun Leopold (Óbuda, 1805 – Budapest, 1880. július 2.) német tanító, később igazgató az óbudai magyar-német-izraelita iskolában.

## Élete
Berlinben és Boroszlóban tanult; 1833-tól 1868. május 17-éig tanított, midőn nyugalomba vonult és az arany érdemkereszttel lett kitüntetve.

## Munkái
Worte an heiliger Stätte zur Feier des Kaisers und Königs Ferdinand I. (V.) Gesprochen am 19. April 1841. in der grossen Synagoge zu Alt-Ofen. Pest, 1841.